# Qualificazioni al campionato mondiale di calcio 1994
148 squadre partecipano alle qualificazioni per il Campionato mondiale di calcio 1994 per un totale di 24 posti disponibili per la fase finale. È l'ultimo mondiale con 24 squadre nella fase finale (dalla successiva edizione saranno 32). Gli Stati Uniti (come paese ospitante) e la Germania (come campione in carica) sono qualificate automaticamente, lasciando così solo 22 posti per la fase finale.
I 24 posti disponibili per la Coppa del Mondo 1994 sono suddivisi tra le confederazioni nei seguenti modi:
- Europa (UEFA): 13 posti, di cui uno già occupato dalla Germania; gli altri 12 posti sono contesi da 39 squadre (incluso Israele).
- Sud America (CONMEBOL): 3,5 posti, contesi da 9 squadre. La seconda classificata del gruppo A si qualifica allo Spareggio CONCACAF/OFC-CONMEBOL.
- Nord America, Centro America e Caraibi (CONCACAF): 2,25 posti, di cui uno già occupato dagli Stati Uniti; gli altri 1,25 posti sono contesi da 22 squadre. La seconda classificata si qualifica allo Spareggio CONCACAF-OFC.
- Africa (CAF): 3 posti, contesi da 40 squadre.
- Asia (AFC): 2 posti, contesi da 30 squadre.
- Oceania (OFC): 0,25 posti, contesi da 7 squadre. La vincitrice si qualifica allo Spareggio CONCACAF-OFC.

130 squadre hanno giocato almeno una partita di qualificazione; le partite giocate sono state 497, con 1446 gol segnati (con una media di 2,91 a partita).
ll sorteggio per la composizione dei gironi di qualificazione  si è svolto l'8 dicembre 1991 al Madison Square Garden, nella città di New York.

## AFC
Le partite valide per l'assegnazione dei posti riservati alla confederazione asiatica sono iniziate il 9 aprile 1993 e si sono concluse il 28 ottobre 1993. I posti a disposizione sono stati assegnati direttamente alle prime due classificate del gruppo da sei squadre della fase finale.
Squadre qualificate:
- Arabia Saudita (1ª classificata nel gruppo unico della fase finale);
- Corea del Sud (2ª classificata nel gruppo unico della fase finale).

## CAF
Le partite valide per l'assegnazione dei posti riservati alla confederazione africana sono iniziate il 9 ottobre 1992 e si sono concluse il 10 ottobre 1993. I posti a disposizione sono stati assegnati alle prime classificate dei tre gruppi della seconda fase.
Squadre qualificate:
- Nigeria (1ª classificata nel gruppo A della fase finale);
- Marocco (1ª classificata nel gruppo B della fase finale);
- Camerun (1ª classificata nel gruppo C della fase finale).

## CONCACAF
Le partite valide per l'assegnazione dei posti riservati alle squadre della confederazione nord-centroamericana e caraibica sono iniziate il 21 marzo 1992 e si sono concluse il 9 maggio 1993. Il posto a disposizione è stato assegnato alla prima classificata nel gruppo unico della fase finale, mentre la seconda classificata si è qualificata allo Spareggio CONCACAF-OFC.
Squadre qualificate:
- Stati Uniti (qualificata di diritto come paese ospitante);
- Messico (1ª classificata nel gruppo unico della fase finale).

## CONMEBOL
Le partite valide per l'assegnazione dei posti riservati alle squadre della confederazione sudamericana sono iniziate il 18 luglio 1993 e si sono concluse il 19 settembre 1993. I posti a disposizione sono stati assegnati alle prime due classificate del gruppo B e alla prima classificata del gruppo A, mentre la seconda classificata del gruppo A si è qualificata allo Spareggio CONCACAF/OFC-CONMEBOL.
Squadre qualificate:
- Colombia (1ª classificata nel gruppo A);
- Brasile (1ª classificata nel gruppo B);
- Bolivia (2ª classificata nel gruppo B).

## OFC
Le partite valide per l'assegnazione dei posti riservati alla confederazione oceanica sono iniziate il 7 giugno 1992 e si sono concluse il 6 giugno 1993.
A differenza delle altre cinque confederazioni continentali, l'OFC non ha avuto un posto assicurato al campionato del mondo: la vincitrice delle selezioni, ossia l'Australia, si è qualificata allo Spareggio CONCACAF-OFC.

## UEFA
Le partite valide per l'assegnazione dei posti riservati alla confederazione europea sono iniziate il 22 aprile 1992 e si sono concluse il 17 novembre 1993. I posti a disposizione sono stati assegnati alle prime due classificate dei sei gruppi di qualificazione.
Squadre qualificate:
- Germania (qualificata di diritto come detentrice del titolo);
- Italia (1ª classificata nel gruppo A);
- Svizzera (2ª classificata nel gruppo A);
- Norvegia (1ª classificata nel gruppo B);
- Paesi Bassi (2ª classificata nel gruppo B);
- Spagna (1ª classificata nel gruppo C);
- Irlanda (2ª classificata nel gruppo C);
- Romania (1ª classificata nel gruppo D);
- Belgio (2ª classificata nel gruppo D);
- Grecia (1ª classificata nel gruppo E);
- Russia (2ª classificata nel gruppo E);
- Svezia (1ª classificata nel gruppo F);
- Bulgaria (2ª classificata nel gruppo F).

## Interzona
Nelle qualificazioni interzonali vi sono stati due spareggi, con partite di andata e ritorno, per decidere l'ultima squadra a qualificarsi per USA 1994. Nello spareggio CONCACAF-OFC si sono affrontate il Canada, in quanto seconda classificata della fase finale della CONCACAF, e l'Australia, in quanto vincitrice della zona oceaniana. La vincente del primo spareggio si è qualificata allo spareggio contro la seconda classificata del gruppo A del CONMEBOL, ossia l'Argentina. La prima partita degli spareggi si è disputata il 31 luglio 1993, mentre l'ultima si è disputata il 17 novembre 1993.
Squadra qualificata:
- Argentina (vincitrice dello Spareggio CONCACAF/OFC-CONMEBOL).

## Squadre qualificate

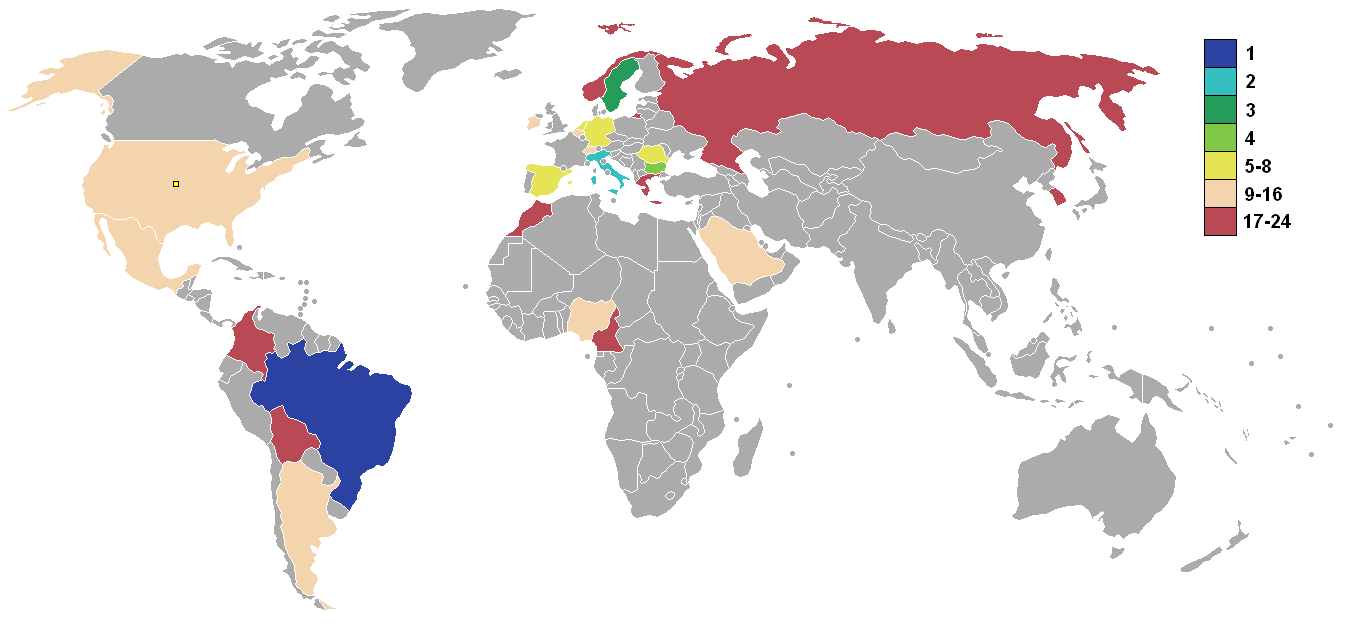
Le squadre qualificate

| Squadra        | Numero di presenze | Numero di presenze consecutive | Ultima apparizione |
| -------------- | ------------------ | ------------------------------ | ------------------ |
| Arabia Saudita | 1                  | 1                              | esordiente         |
| Argentina      | 11                 | 6                              | 1990               |
| Belgio         | 9                  | 4                              | 1990               |
| Bolivia        | 3                  | 1                              | 1950               |
| Brasile        | 15                 | 15                             | 1990               |
| Bulgaria       | 6                  | 1                              | 1986               |
| Camerun        | 3                  | 2                              | 1990               |
| Colombia       | 3                  | 2                              | 1990               |
| Corea del Sud  | 4                  | 3                              | 1990               |
| Germania       | 13                 | 11                             | 1990               |
| Grecia         | 1                  | 1                              | esordiente         |
| Irlanda        | 2                  | 2                              | 1990               |
| Italia         | 13                 | 9                              | 1990               |
| Messico        | 10                 | 1                              | 1986               |
| Marocco        | 3                  | 1                              | 1986               |
| Nigeria        | 1                  | 1                              | esordiente         |
| Norvegia       | 2                  | 1                              | 1938               |
| Paesi Bassi    | 6                  | 2                              | 1990               |
| Romania        | 6                  | 2                              | 1990               |
| Russia         | 8                  | 4                              | 1990               |
| Spagna         | 9                  | 5                              | 1990               |
| Svezia         | 9                  | 2                              | 1990               |
| Svizzera       | 7                  | 1                              | 1966               |
| Stati Uniti    | 5                  | 2                              | 1990               |